# Pseudogen
Pseudogene sind DNA-Abschnitte, die zwar wie ein Gen aufgebaut sind, jedoch nicht mehr als Vorlage für ein funktionales Protein dienen.

## Entstehung von Pseudogenen
Bei einer geringen Anzahl von Pseudogenen nimmt man an, dass sie einst funktionierende Gene waren und durch Mutationen außer Kraft gesetzt wurden. Die meisten Pseudogene sind aber funktionslose Duplikate von funktionierenden Genen. Die Funktionslosigkeit eines Pseudogens könnte auf zwei verschiedenen Wegen entstanden sein:
1. Das Pseudogen war schon von Anfang an (also direkt nach der Genduplikation) funktionslos, weil bei dem Duplikationsprozess gravierende Fehler auftraten.
2. Am Anfang funktionierte das Pseudogen genau wie sein Original, dann sammelten sich im Laufe der Zeit aber immer mehr Mutationen an, so dass das Duplikat langsam funktionslos wurde.

Neben der Bildung von Pseudogenen durch Genduplikation diskutiert man auch die Möglichkeit der Retrotransposition. Durch reverse Transkription von mRNA funktionierender Gene entsteht doppelsträngige DNA, die dann irgendwo in das Genom eingebaut wird. Pseudogene, die auf diese Weise entstanden sind, besitzen keine Introns mehr, da die zu Grunde liegende mRNA ebenfalls keine Introns mehr enthielt (RNA-Splicing). Diese intron-losen Pseudogene werden auch als prozessierte Pseudogene bezeichnet.

## Bedeutung der Pseudogene
Beide oben beschriebenen Wege – Duplikation und Retrotransposition – können die Anzahl der Gene in einem Lebewesen vergrößern. Das duplizierte Gen ist aber nicht dem gleichen Selektionsdruck ausgesetzt wie das Original-Gen, da ein Nichtfunktionieren des Duplikats nicht weiter tragisch ist, wenn das Original-Gen noch funktioniert. In dem Duplikat können sich daher relativ leicht Mutationen ansammeln. Diese können das Duplikat rasch wieder funktionslos machen (und somit in ein Pseudogen verwandeln), ohne dass dies negative Auswirkungen auf den Phänotyp hat.  
Andererseits ermöglichen Mutationen in den duplizierten Genen aber auch erst das Entstehen neuer vorteilhafter Merkmale. Beispielsweise sind die Grün-Opsin-Gene der Säugetiere durch Gen-Duplikation aus den Rot-Opsin-Genen hervorgegangen.

## Pseudogene der ribosomalen Proteine
Einige Typen von Genen können besonders leicht zu Pseudogenen werden. Nur 1/4 aller bekannten Genfamilien hat Pseudogene hervorgebracht. Besonders extrem ist dies bei den Genen für ribosomale Proteine. Es gibt rund 80 Gene, die ribosomale Proteine codieren. Diese 80 Gene haben über 2000 Pseudogene hervorgebracht, also 1/10 aller bekannten Pseudogene.
Ein extremer Fall ist das Gen RPL21, von dem es mehr als 140 Pseudogene gibt.

## Pseudogene und Selektionsdruck
Wenn Pseudogene wirklich nutzlos sind, unterliegen sie keinem Selektionsdruck mehr. Im Laufe der Zeit sollten sich also jede Menge Mutationen wahllos anhäufen. Nun hat sich aber gezeigt, dass es Pseudogene gibt, die ziemlich konserviert sind, sich also so gut wie nicht verändert haben. Dies deutet stark darauf hin, dass hier ein Selektionsdruck wirksam war, wie wir ihn von wichtigen „echten“ Genen kennen. Das legt den Verdacht nahe, dass – zumindest einige – Pseudogene doch eine Funktion haben. In diesem Fall müssten die Pseudogene aber transkribiert werden. Tatsächlich wurde herausgefunden, dass ungefähr 10 % der Pseudogene transkribiert werden.
Eine neue Studie diskutiert die Funktion mancher Pseudogene als Regulator von miRNAs. So konnte gezeigt werden, dass die 3'UTR eines Tumorsuppressor-Pseudogens (PTENP1) Bindungsstellen von miRNAs aufweist, die auch an seinem verwandten Protein-codierenden Gen (PTEN) binden. Die am Pseudogen sequestrierten miRNAs können das codierende Gen nicht mehr beeinträchtigen, wodurch eine gewisse Herunterregulierung der miRNA-Wirkung erfolgt.

## Mögliche Funktionen der Pseudogen-mRNA
Die mRNA von Pseudogenen kann als regulatorische RNA die Transkription (oder Translation) echter Gene beeinflussen.
- Beispiel 1: In den Neuronen einer Wasserschnecke wird sowohl das Gen für die Stickoxid-Synthase (NOS) wie auch ein entsprechendes Pseudogen transkribiert. Die Pseudogen-RNA hemmt die Translation der richtigen NOS-RNA.

- Beispiel 2: Entwicklungsstörungen von Mäusen ließen sich auf ein regulatorisches Gen namens Makorin1 zurückführen. Irgendwie war dieses Gen gestört. Allerdings fanden sich keine Mutationen in der Basensequenz dieses Gens. Dafür fand man eine Veränderung in einem Pseudogen. Wenn man dieses Pseudogen experimentell zerstörte, konnte auch das echte Gen nicht mehr funktionieren.

Heute kennt man mehr als 20 solcher Pseudogene, die regulierend tätig sind. Allerdings scheint es fraglich, ob diese Pseudogene schon von Anfang an eine solche regulierende Funktion hatten.

## Reaktivierung von Pseudogenen
Es scheint auch Fälle in der Evolution gegeben zu haben, in denen nutzlose Pseudogene wieder zu funktionierenden Genen wurden. Auch individuelle Unterschiede sind möglich. Bei bestimmten Personen ist ein Riechrezeptor-Pseudogen funktionslos, bei anderen Personen wird es transkribiert und sogar translatiert. Beim Mais scheint es besonders häufig zur Reaktivierung von Pseudogenen zu kommen, wenn die Pflanzen stressigen Umweltbedingungen ausgesetzt sind. So gesehen können Pseudogene nicht nur als tote Gene angesehen werden, sondern auch als Quelle für neue Gene.